# Pantheon (Róma)

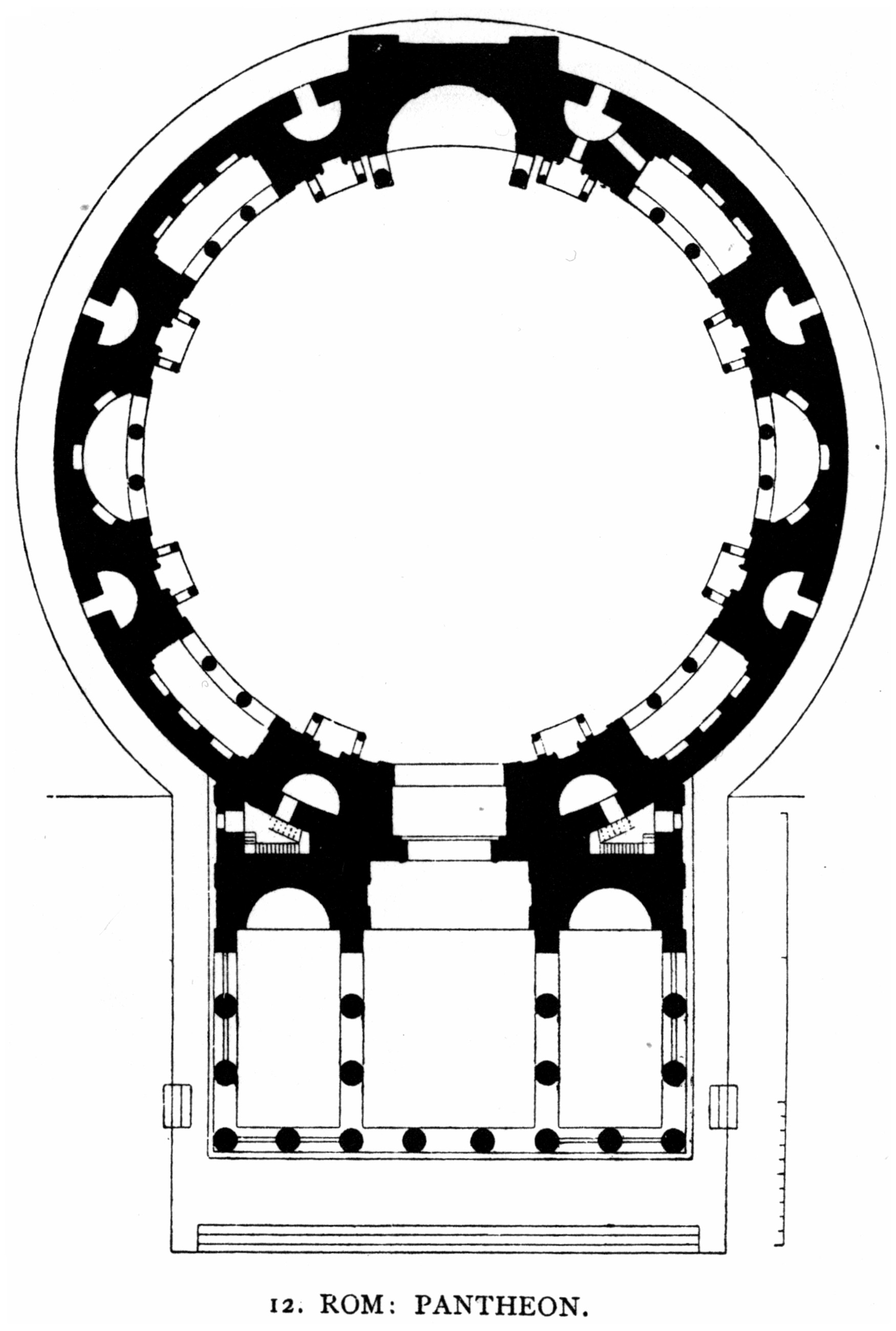
Alaprajza

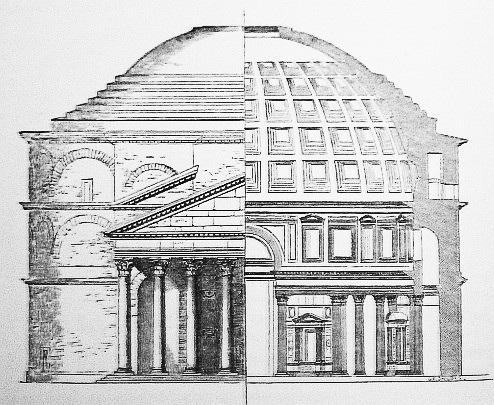
Keresztmetszete

A Pantheont i. e. 27-ben emeltette Marcus Vipsanius Agrippa, valószínűleg a korabeli Róma minden istenének együttes tiszteletére. Több tűzvész és átépítés után végleges, ma is látható formáját Hadrianus császár idején nyerte el, aki szinte az alapjaitól építtette újjá 120 körül. Építésze valószínűleg a damaszkuszi Apollodórosz volt.
A templom sírboltjaiban nyugszik az olasz egység megteremtése utáni első két király.
Neve az újkorban fogalommá vált, mint a kiemelkedő személyiségek temetkezési helyéül szolgáló nagyszabású épület. Ilyen pantheonok épültek a világ számos városában, kezdve azzal a 18. század végén épült párizsi templommal, ami a francia forradalom után vált világi temetkezőhellyé Panthéon néven.

## Neve
A Pantheon név az ógörög πάνθειον (pántheion) szóból ered, aminek jelentése „minden isten”. A legtöbb ókori szerző a görögös Pantheon formában emlékezik meg róla, de az idősebb Plinius a latinos Pantheum formát használja.
A görögül író Cassius Dio római szenátor szerint azért kaphatta ezt a nevet, mert egyrészt sok isten szobra vette körül, másrészt alakja belülről az Égre hasonlított. Azt nem is említette, hogy az épületet eleve minden isten tiszteletére emelték volna. Írásából az is következik, hogy a Pantheon nem hivatalos elnevezés volt, hanem valószínűleg a nép ajkán alakult ki.
Más szakértők azt emelik ki, hogy az ókori latin nyelvű források sehol nem hivatkoznak az épületre a más templomokra használt aedes szóval. Titus Livius arról ír, hogy rendelet szabályozta: templomokat, vagy legalább azok részeit csak egy-egy konkrét istennek volt szabad szentelni, mert például villámcsapás esetén csak így lehetett megállapítani, hogy mely istent büntette az égi harag. Áldozni is csak egy-egy meghatározott isten számára volt elfogadott.(27.25.7-10).
609-ben  IV. Bonifác pápa szentelte keresztény templommá, amelyet Szűz Máriának és az összes keresztény vértanúnak ajánlott. A Santa Maria Rotonda ad Martyres név a nép ajkán gyorsan a Santa Maria Rotondára rövidült. Ebből ered az épület mai olasz hétköznapi neve, a Rotonda (magyarul rotunda, körtemplom). Ezért az előtte lévő tér neve is Piazza della Rotonda.
A francia forradalom után, amikor a párizsi Sainte-Geneviève-templomot laikus intézménnyé, a kiemelkedő személyiségek temetkezési helyévé alakították és a Panthéon nevet kapta, ez a név fokozatosan köznévvé vált és világszerte megjelent hasonló célú épületek neveiben.

## Története
Az actiumi csata után Marcus Vipsanius Agrippa, Augustus római császár harcostársa, barátja és rokona (hadvezére) nagy építkezésekbe kezdett a Mars-mező szélén fekvő birtokain. Építtetett egy fürdőkomplexumot, egy kisebb bazilikát Neptun tiszteletére, majd harmadik consulsága idején, i. e. 27-ben azt a templomot, amely a Pantheon elődje lett. A kutatók szerint a Pantheon és Neptun bazilikája a nyilvános fürdőtől eltérően Agrippa magánjellegű építményei lehettek, és a Pantheon helyén álló eredeti templomot Mars istennek szentelhették.
Az Agrippa által emelt épület a 19. század végén Rodolfo Lanciani által vezetett ásatások tanúsága szerint négyzet alakú volt. Előtere, a pronaosz dél felé nyílt. A belső, zárt rész, azaz a cella szélessége 40 méter lehetett, tehát szélesebb volt, mint amilyen hosszú. A travertínóból emelt falakat márványlapokkal borították. A hagyomány szerint az épületet szabad tér vette körül — ezt ma részben a Hadrianus római császár által 127-ben építtetett (bővített) Pantheon foglalja el. Tőle délre állt Neptun bazilikája. Ezt idővel beépítettek a Pantheon déli falába, ahol maradványai máig láthatók.
A templomot kupola fedte, ami akkoriban merész újításnak számított. Az épület két alkalommal is leégett. I. sz. 80-ban Domitianus építette újjá, ám 110-ben egy újabb tűzvészben szinte alapjaiig omlott össze. Innen építtette újjá 119-től Hadrianus császár, ekkor kapta ma ismert formáját. A homlokzaton elhelyezett felirat az eredeti építtető előtt tiszteleg: M·AGRIPPA·L·F·COS·TERTIVM·FECIT (Marcus Agrippa Lucius fia, harmadízben konzul építtette).
Egy felirat szerint Antoninus Pius is véegeztetett valamiféle munkákat.
202-ben Septimius Severus és Caracalla utasítására ismét restaurálták.
Tetejét az ókorban bronzzal burkolták, ám ezt a Barberini családból származó VIII. Orbán pápa 1632-ben leszedette, hogy anyagából ágyúkat öntessen. Ebből készítették a Szent Péter-bazilika főoltárának baldachinját is. Ekkoriban született az a mondás Rómában, hogy amit a barbárok nem romboltak le, azt megtették a Barberiniek („Quod non fecerunt barbari, fecerunt Barberini”). A történek másik változata szerint a bronz a baldachinhoz kellett, és a maradék anyagból öntöttek ágyút.
1759-ben egy nagy tisztelgő akció részeként több jelentős személyiség — egyebek közt Raffaello Sanzio — földi maradványait hozták át ide korábbi nyughelyeikről.
Katolikus templommá alakítása után, az 1800-as évek végén az egyház nemcsak eltávolított az épületből minden szobrot, de meg is semmisítette őket, mivel olimposzi isteneket és egyéb pogány mitológiai alakokat ábrázoltak.

## Az épület
A Pantheon az ókori építészet egyik legjelentősebb alkotása, ami fő tömegében ma is egykori formájában áll Róma központjában. A hengeres főépület előtt oszlopos előcsarnok (portico) áll tizenhat, gránitból készült korinthoszi oszloppal.

### Oszlopos előtér (portico)
Az előtér tetejét, a timpanont tizenhat, egy-egy darabból faragott gránitoszlop tartja. Az oszlopok 11,9 méter magasak, másfél méter átmérőjűek és egyenként 60 tonnásak. Egyiptomban, a Nílustól több mint száz kilométerre bányászták és faragták, majd a kőbányából szánon húzták őket a folyóig. Áradás idején uszályra, majd tengerjáróra rakodták át őket. Itáliát elérve Ostia kikötőjében ismét uszályra rakodtak át, és a Tiberisen vontatták föl az oszlopokat Rómáig, ahol körülbelül 700 métert még szárazföldön kellett megtenniük.

### Rotunda

Keresztmetszet, benne a 43,3 méter átmérőjű virtuális gömb

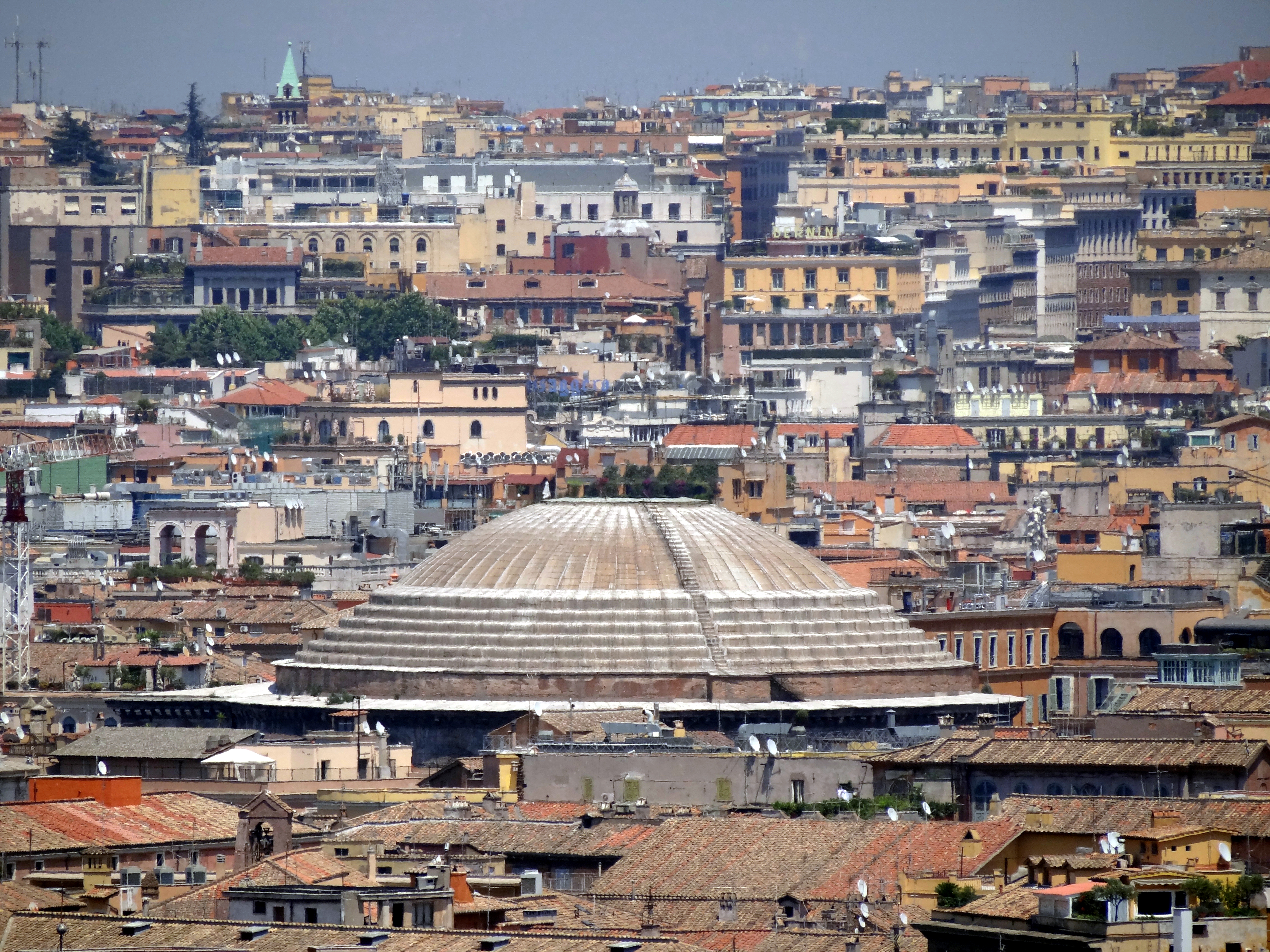
A kupola a Gianicolo dombjáról

A 43,2 m átmérőjű és ugyanilyen magas kazettás beton rotunda közepén kilenc méter átmérőjű a kör alakú nyílás (oculus). Csaknem kétezer évvel építése után a Pantheon dómja ma is a világ legnagyobb vasalatlan beton mennyezete. Az oculus (szem, ökörszem) magassága és a körtemplom belső átmérője is 43,3 méter, így a belső térben 1 mm tűréssel elférne egy ekkora gömb, ami az ókorban a tökéletesség jelképe volt.
A kupola látszólag négyzet alakú kazettái valójában felfelé keskenyedő trapézok, amiért a mennyezet alulról nézve magasabbnak látszik, mint valójában. Ezért meglátogatása után meglepő a tető külső képe, mert meglehetősen laposnak látszik.
A turistákat gyakran az is meglepi, hogy a régi koporsók gyakran nem a falakra merőlegesen állnak, ugyanis keletelték őket.
A belső tér hét fülkéje egyesek szerint a hét bolygót jelképezi, de ezek épp így lehetett a nagy istenek fülkéi is. A teret a kupola 8,92 méter átmérójű nyílása (az opeion) világítja be. A gömbszerű forma úgy szimbolizálta a világegyetem teljességét, az istenek világának egyetemességét, hogy közben a praktikus vallási igényeknek is maradéktalanul eleget tett.

## Sírhelyek
A reneszánsz idején vált a jeles művészek temetkező helyévé:
- hitvesével együtt nyugszik itt Raffaello Sanzio (1483. március 28. vagy április 6. – 1520. április 6.) — az ő koporsóját vastag, a falba mélyen benyúló plexilap védi. Sírfelirata: „Ille hic est Raphael timuit quo sospite vinci / Rerum magna parens et moriente mori” (Rafael ez, kinek a Természet félte hatalmát. / Tudta: legyőzi, míg él, s holtan a sírba viszi.[8]
- Baldassare Peruzzi (1481. március 7. – 1536. január 6.) olasz építész és festő.
- Taddeo Zuccaro (1529. szeptember 1. – 1566. szeptember 2.) olasz festő, a manierizmus képviselője.
- Flaminio Vacca (1538 – 1605) olasz szobrász.
- Annibale Carracci (1560. november 3. – 1609. július 15.) barokk kori festő.
- Arcangelo Corelli (1653. február 17. – 1713. január 8.) olasz barokk zeneszerző, hegedűművész.
- II. Viktor Emánuel (1820. március 14. – 1878. január 9.) az egyesített Olasz Királyság első uralkodója (1861-1878).
- I. Umbertó  (1844. március 14. – 1900. július 29.) az Olasz Királyság második királya (1878-1900).
- Savoyai Margit (1851. november 20. – 1926. január 4.) olasz királyné, I. Umbertó felesége.

## Külső képek

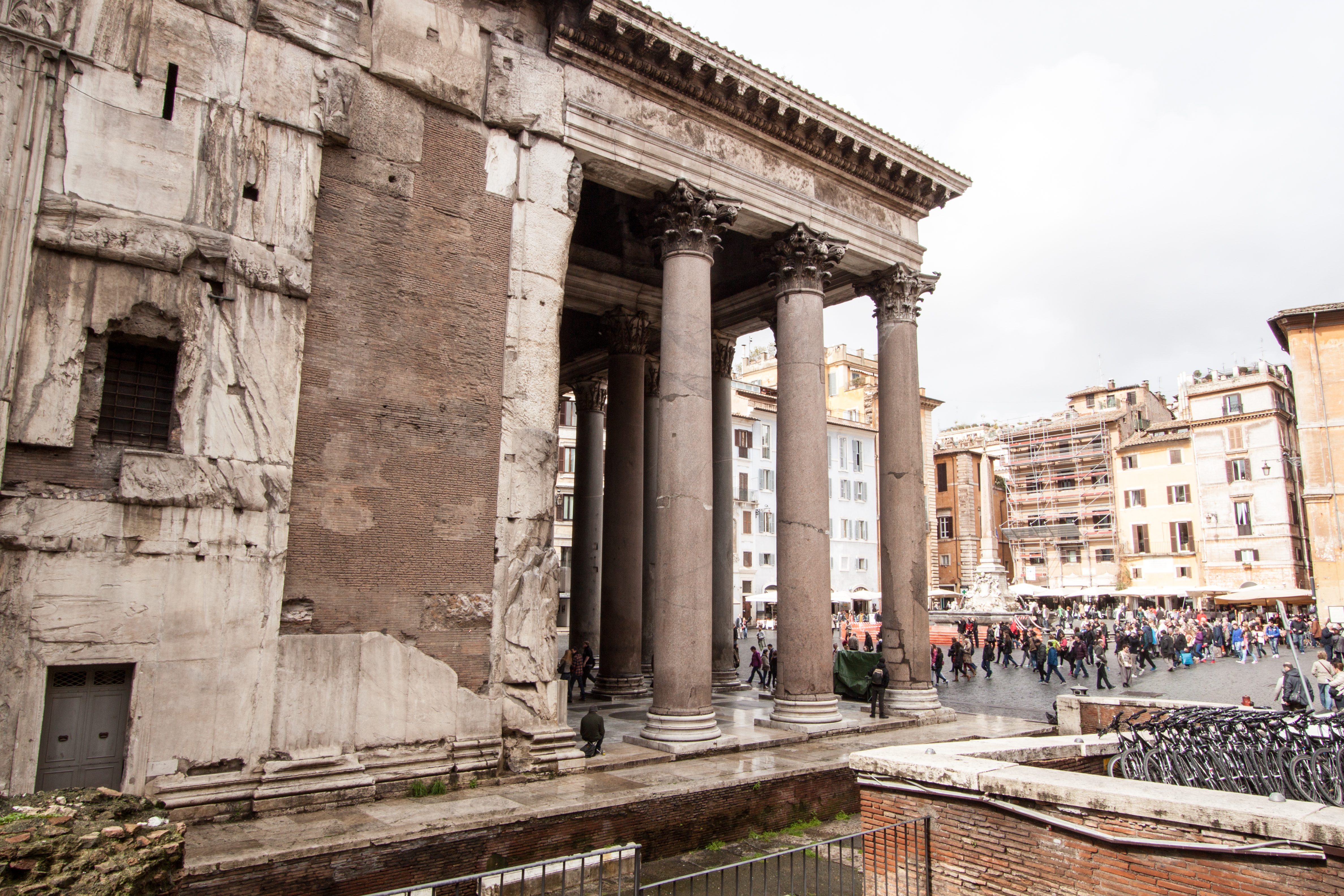
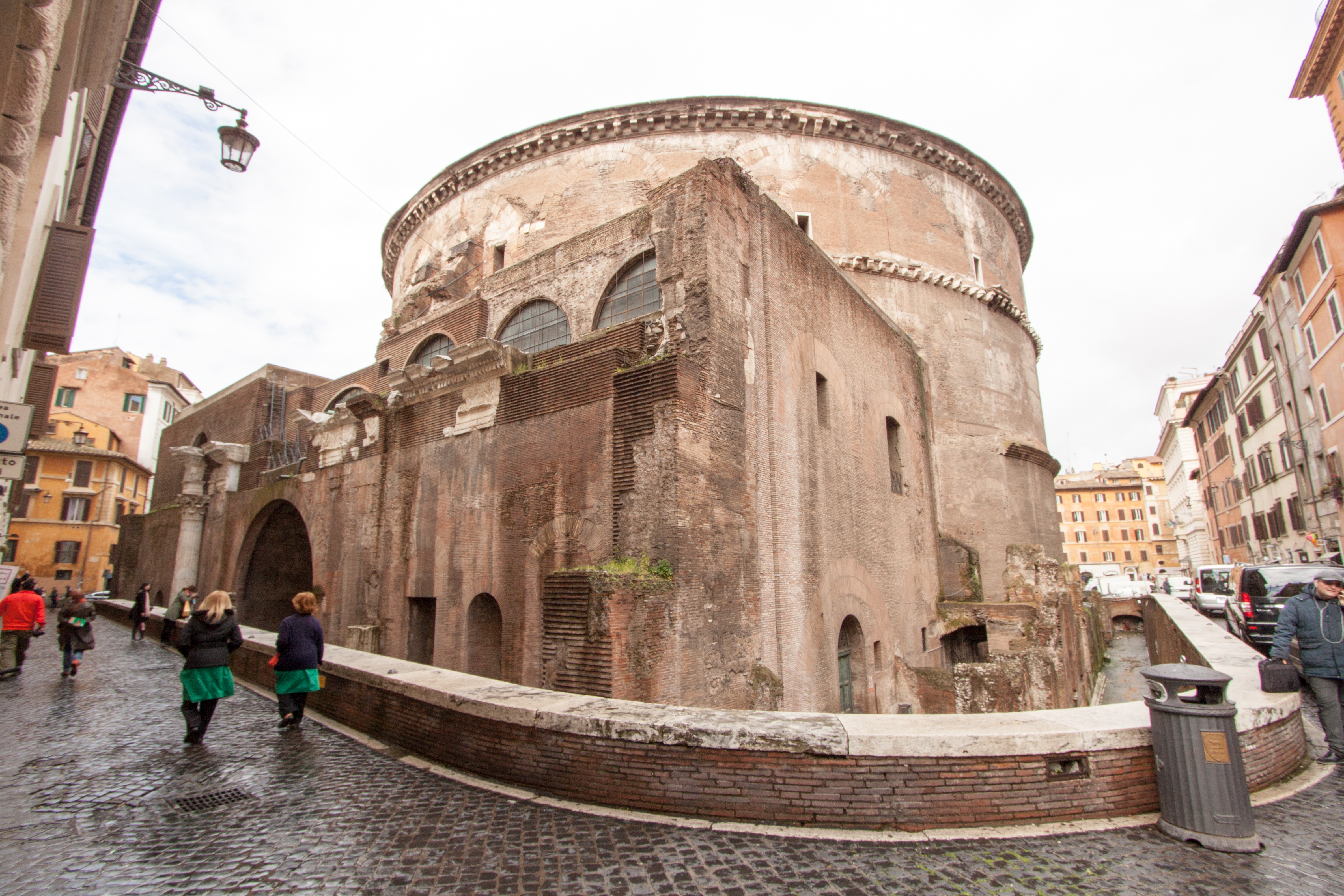

## Belső képek

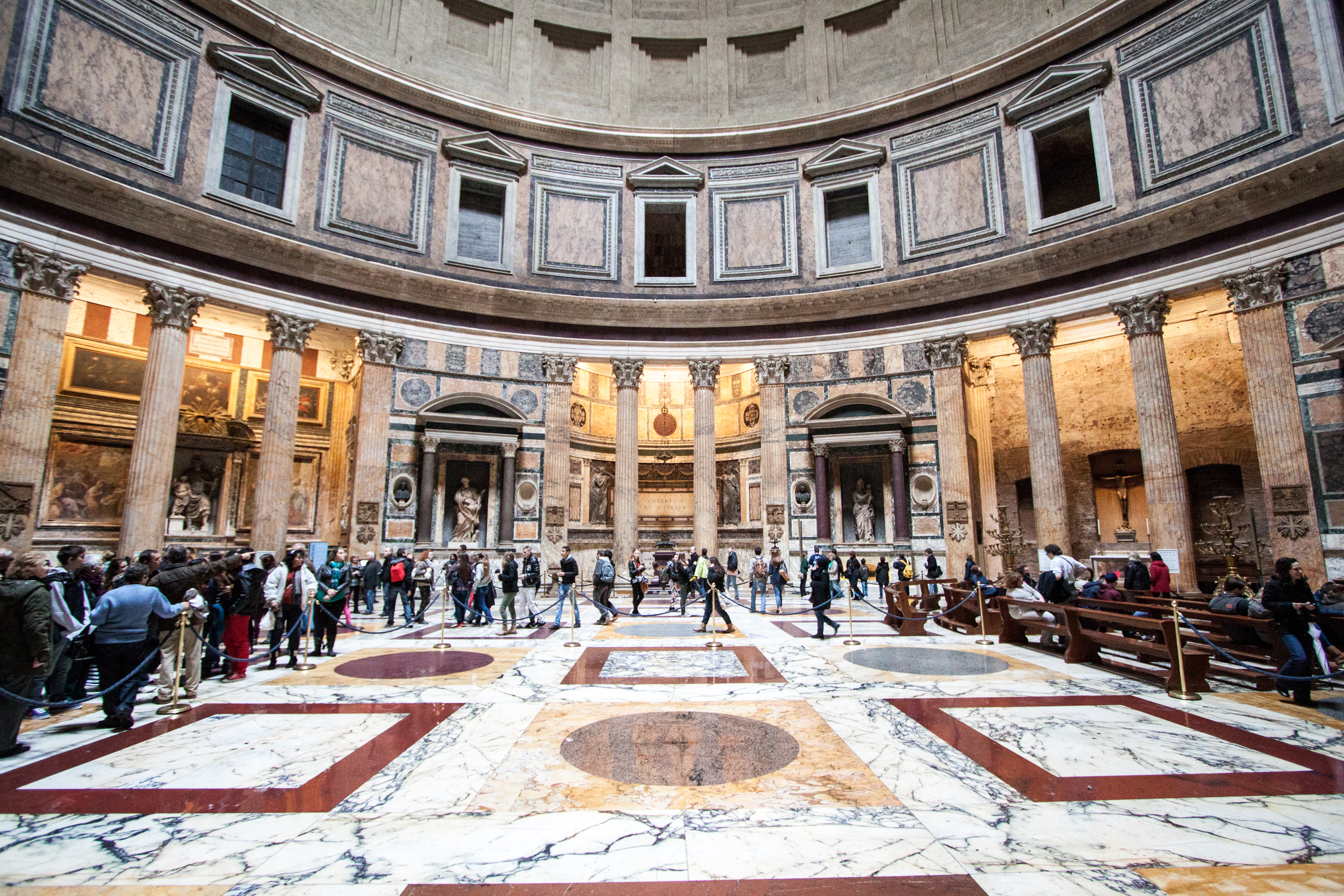
A belső tér oldalról
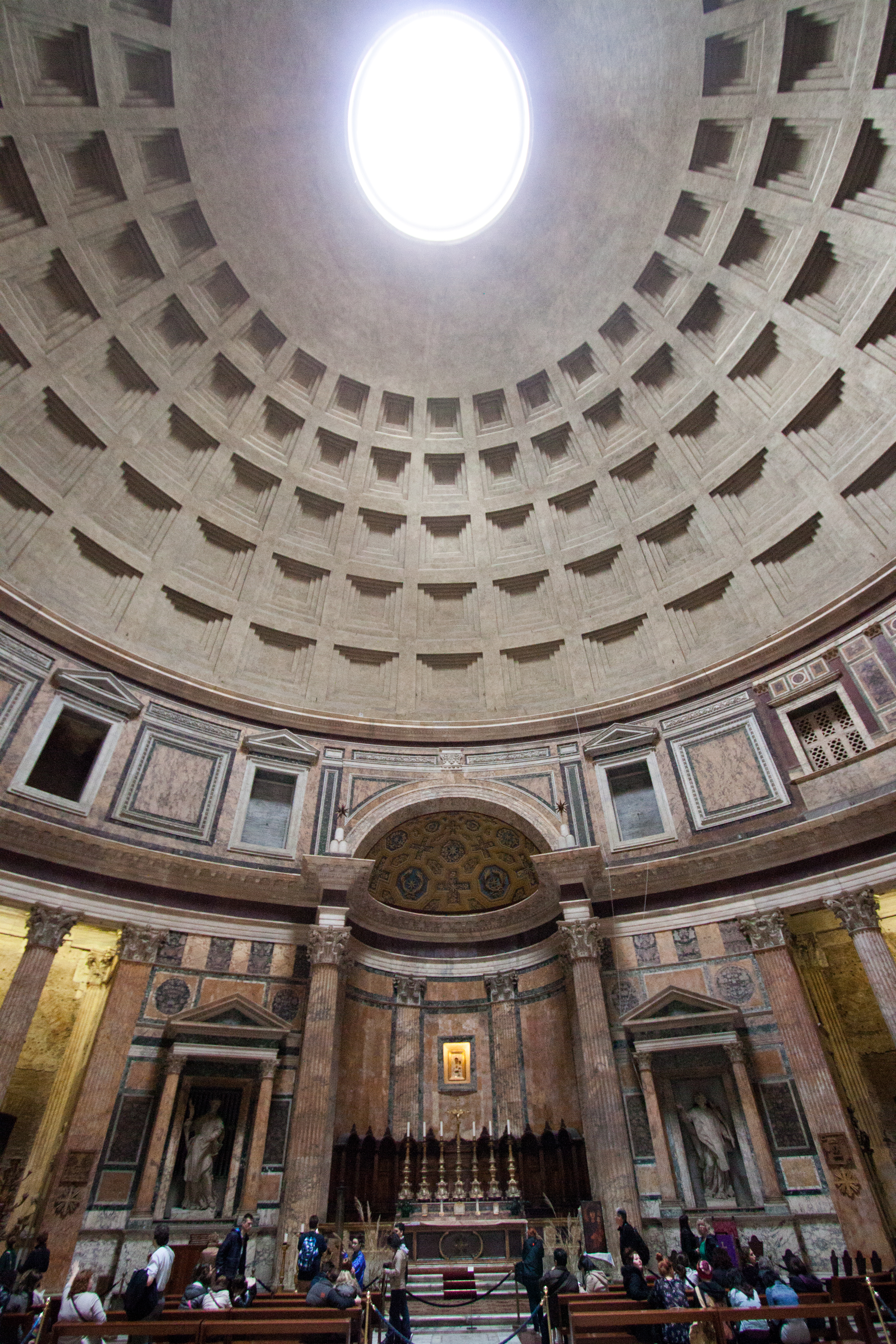
A főoltár és a kupola részlete széles látószöggel
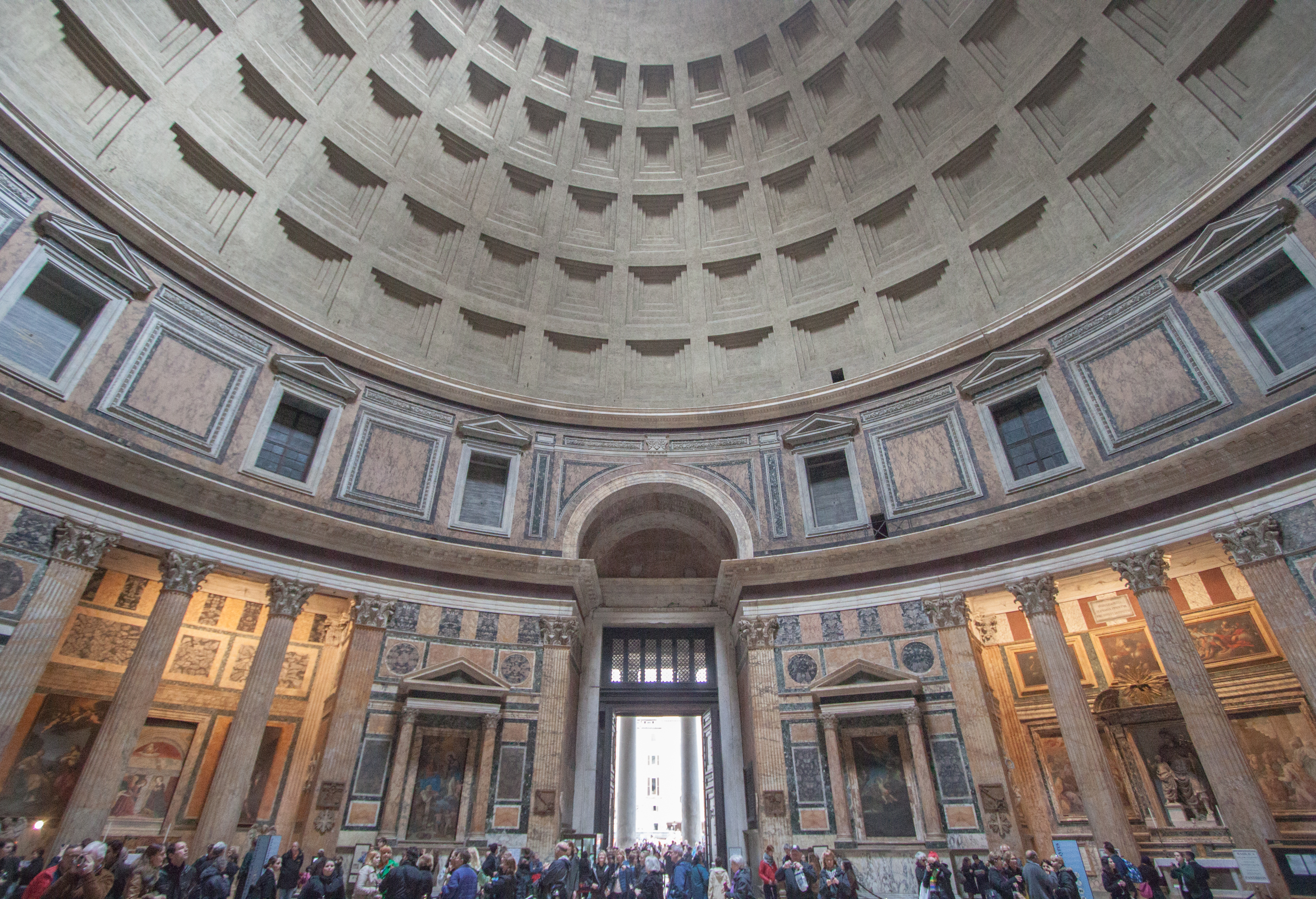
A kijárat felé nézve

## A kultúrában
Róma egyik fő nevezetességeként számos irodalmi alkotás, film stb. jeleneteinek színtere.
Dan Brown: Angyalok és démonok regényében a kupolát (pontosabban, az oculust) leírva alkotta meg a démonlyuk kifejezést, mint azt a nyílást, amin át a templom megszentelésekor az épületet megszálló démonok elmenekülnek.  A cselekmény egy pontján a főszereplő Robert Langdon azt hiszi, hogy itt kezdődik a keresett titkos társaság rejtekhelyéhez elvezető Illuminátusok ösvénye, ez az elképzelése azonban a helyszínt átvizsgálva tévesnek bizonyul.